# Salvador Gómez
Salvador „Salva“ Emilio Gómez Agüera, auch Chava Gómez, (* 11. März 1968 in Santander) ist ein ehemaliger spanischer Wasserballspieler. Mit der spanischen Nationalmannschaft wurde er Olympiasieger 1996 sowie Olympiazweiter 1992. Außerdem war er Weltmeister 1998 sowie 2001 und Weltmeisterschaftszweiter 1991 sowie 1994.

## Karriere
Salvador Gómez spielte nur bei spanischen Vereinen, unter anderem in Barcelona, Madrid und Valencia, und wurde mehrfach spanischer Meister.
Seinen ersten internationalen Erfolg erreichte er 1987 bei den Mittelmeerspielen in Latakia mit dem zweiten Platz hinter den Italienern. Im gleichen Jahr belegte er mit der spanischen Mannschaft den sechsten Platz bei der Europameisterschaft in Straßburg. Bei seiner ersten Olympiateilnahme 1988 in Seoul erkämpften die Spanier den sechsten Platz hinter den Australiern. Gómez warf acht Tore im Verlauf des Turniers.
Anfang 1991 fand im Rahmen der Schwimmweltmeisterschaften in Perth die Weltmeisterschaft 1991 statt. Die Spanier belegten in ihrer Vorrundengruppe den zweiten Platz hinter den Jugoslawen, erreichten aber mit zwei Siegen in der Zwischenrunde das Halbfinale. Nach einem 9:8-Sieg über die Ungarn verloren die Spanier im Finale mit 7:8 gegen die Jugoslawen. Im Sommer 1991 bei der Europameisterschaft in Athen erreichten die Spanier das Finale mit einem 13:8-Sieg über die letztmals antretende sowjetische Mannschaft. Im Finale siegten die Jugoslawen mit 11:10. 1992 war Barcelona Gastgeber der Olympischen Spiele. Die Spanier gewannen ihre Vorrundengruppe vor den Italienern, wobei der direkte Vergleich 9:9 endete. Die Spanier erreichten das Finale mit einem 6:4-Sieg gegen das Team aus den Vereinigten Staaten. Im Finale trafen die Spanier wieder auf die Italiener und diese gewannen mit 9:8. Es war die erste olympische Medaille für die spanischen Wasserballspieler überhaupt. Gómez warf eins seiner fünf Turniertore im Finale.
1993 belegten die Spanier den dritten Platz bei der Europameisterschaft in Sheffield. Es siegten die Italiener vor den Ungarn. Bei der Weltmeisterschaft 1994 in Rom gewannen die Spanier ihre Vorrundengruppe vor den Kroaten, beide Teams erreichten auch das Halbfinale. Nach einem 9:6-Sieg über die russische Mannschaft unterlagen die Spanier im Finale den Italienern mit 5:10. Gómez war mit zwölf Turniertoren hinter Manuel Estiarte zweitbester Werfer seiner Mannschaft. 1995 belegten die Spanier den fünften Platz bei der Europameisterschaft in Wien. Bei den Olympischen Spielen 1996 in Atlanta belegten die Spanier in der Vorrunde den dritten Platz hinter Ungarn und Jugoslawen. Im Viertelfinale besiegten sie das Team aus den Vereinigten Staaten mit 5:4 und im Halbfinale gewannen sie 7:6 gegen die Ungarn. Im Olympiafinale bezwangen die Spanier die kroatische Mannschaft mit 7:5. Gómez warf während des Turniers zwölf Tore. Im Halbfinale gegen die Ungarn warf er vier von sieben Treffern.
1997 belegte die spanische Nationalmannschaft den fünften Platz bei der Europameisterschaft in Sevilla, nachdem die Mannschaft in der zweiten Verlängerung des Viertelfinalspiels gegen Jugoslawien verloren hatte. Bei den Mittelmeerspielen 1997 erreichten die Spanier den dritten Platz hinter den Jugoslawen und den Kroaten. Die Weltmeisterschaft 1998 fand wie die Weltmeisterschaft 1991 in Perth statt. Die Spanier erreichten als Gewinner ihrer Vorrunden- und ihrer Zwischenrundengruppe das Halbfinale. Dort bezwangen sie die Jugoslawen mit 5:3, im Finale gewannen sie 6:4 gegen die Ungarn. Gómez erzielte neun Tore, davon je eines im Halbfinale und im Finale. 2000 beim olympischen Wasserballturnier in Sydney belegten die Spanier in der Vorrunde den dritten Platz hinter den Russen und den Italienern, gewannen aber im Viertelfinale mit 9:8 gegen Kroatien. Nach einem 7:8 im Halbfinale gegen die Russen verloren die Spanier auch das Spiel um den dritten Platz mit 3:8 gegen Serbien und Montenegro. Gómez warf fünf Turniertore.
2001 belegten die Spanier den sechsten Platz bei der Europameisterschaft in Budapest. Kurz darauf bei der Weltmeisterschaft in Fukuoka gewannen die Spanier ihre vor- und Hauptrundengruppe. Im Halbfinale gegen Italien und im Finale gegen Serbien und Montenegro siegten sie jeweils mit 4:2. Zwei Jahre später unterlagen die Spanier bei der Europameisterschaft 2003 in Slowenien im Viertelfinale den Ungarn mit 2:10. In den Platzierungsspielen erreichten sie den fünften Platz. Bei der Heim-Weltmeisterschaft 2003 in Barcelona verloren die Spanier im Viertelfinale mit 3:7 gegen die Mannschaft aus Serbien und Montenegro. In den Platzierungsspielen erreichten sie wie in Slowenien den fünften Platz. 2004 bei den Olympischen Spielen in Athen wurden die Spanier in ihrer Vorrundengruppe nur Vierte und verloren im Viertelfinale gegen die Mannschaft aus Serbien und Montenegro. Im Spiel um den fünften Platz unterlagen sie der deutschen Mannschaft. Gómez warf noch einmal fünf Tore. Nach den Olympischen Spielen endete seine Laufbahn als Nationalspieler.
Der 1,94 Meter große Centerverteidiger ist einer von vier spanischen Wasserballspielern, die an fünf (oder mehr) Olympischen Spielen teilnahmen. Die anderen drei, Manuel Estiarte, Jesús Miguel Rollán und Jordi Sans, waren mit Salvador Gómez Olympiasieger 1996 und Weltmeister 1998.